# Pływanie na Letnich Igrzyskach Olimpijskich 1964 – 100 m stylem grzbietowym kobiet
100 m stylem grzbietowym kobiet – jedna z konkurencji pływackich rozgrywanych podczas XVIII Igrzysk Olimpijskich w Tokio. Eliminacje odbyły się 13 października, a finał 14 października 1964 roku.
Mistrzynią olimpijską została Amerykanka Cathy Ferguson, ustanawiając w finale nowy rekord świata (1:07,7). Srebrny medal zdobyła najlepsza zawodniczka eliminacji, reprezentantka Francji, Christine Caron (1:07,9), wyprzedzając o 0,1 s byłą rekordzistkę globu Ginny Duenkel (1:08,0) ze Stanów Zjednoczonych.
Dzień wcześniej, podczas eliminacji, rekord olimpijski był poprawiany kolejno przez Ginny Duenkel (1:08,9), Cathy Ferguson (1:08,8) i Christine Caron (1:08,5).

## Rekordy
Przed zawodami rekord świata i rekord olimpijski wyglądały następująco:
| Rekord            | Zawodniczka   | Czas   | Miejsce     | Data             |       |
| ----------------- | ------------- | ------ | ----------- | ---------------- | ----- |
| Rekord świata     | Ginny Duenkel | 1:08,3 | Los Angeles | 28 września 1964 | [ 1 ] |
| Rekord olimpijski | Lynn Burke    | 1:09,0 | Rzym        | 2 września 1960  | [ 2 ] |

W trakcie zawodów ustanowiono następujące rekordy:
| Data            | Etap konkurencji      | Zawodniczka     | Czas   | Rekord |
| --------------- | --------------------- | --------------- | ------ | ------ |
| 13 października | wyścig eliminacyjny 2 | Ginny Duenkel   | 1:08,9 | OR     |
| 13 października | wyścig eliminacyjny 3 | Cathy Ferguson  | 1:08,8 | OR     |
| 13 października | wyścig eliminacyjny 4 | Christine Caron | 1:08,5 | OR     |
| 14 października | finał                 | Cathy Ferguson  | 1:07,7 | WR     |

## Wyniki

### Eliminacje
| Miejsce | Wyścig | Tor | Zawodniczka          | Państwo                       | Czas   | Uwagi |
| ------- | ------ | --- | -------------------- | ----------------------------- | ------ | ----- |
| 1.      | 4      | 3   | Christine Caron      | Francja                       | 1:08,5 | Q,    |
| 2.      | 3      | 2   | Cathy Ferguson       | Stany Zjednoczone             | 1:08,8 | Q     |
| 3.      | 2      | 2   | Ginny Duenkel        | Stany Zjednoczone             | 1:08,9 | Q     |
| 4.      | 2      | 4   | Eileen Weir          | Kanada                        | 1:09,7 | Q     |
| 5.      | 1      | 3   | Nina Harmer          | Stany Zjednoczone             | 1:09,8 | Q     |
| 6.      | 1      | 6   | Satoko Tanaka        | Japonia                       | 1:10,0 | Q     |
| 7.      | 1      | 2   | Linda Ludgrove       | Wielka Brytania               | 1:10,3 | Q     |
| 8.      | 4      | 7   | Jill Norfolk         | Wielka Brytania               | 1:10,6 | Q     |
| 9.      | 2      | 1   | Michiko Kihara       | Japonia                       | 1:11,1 |       |
| 10.     | 4      | 1   | Ingrid Schmidt       | Wspólna Reprezentacja Niemiec | 1:11,1 |       |
| 11.     | 2      | 8   | Kirsten Michaelsen   | Dania                         | 1:11,2 |       |
| 12.     | 1      | 4   | Helga Schmidt-Neuber | Wspólna Reprezentacja Niemiec | 1:11,4 |       |
| 13.     | 4      | 2   | Natalja Michajłowa   | ZSRR                          | 1:11,4 |       |
| 14.     | 4      | 6   | Corrie Winkel        | Holandia                      | 1:11,6 |       |
| 15.     | 2      | 5   | Tatjana Sawieljewa   | ZSRR                          | 1:11,8 |       |
| 16.     | 3      | 6   | Françoise Borie      | Francja                       | 1:11,8 |       |
| 17.     | 2      | 3   | Mária Balla-Lantos   | Węgry                         | 1:12,0 |       |
| 18.     | 3      | 7   | Petra Nerger         | Wspólna Reprezentacja Niemiec | 1:12,1 |       |
| 19.     | 3      | 4   | Sylvia Lewis         | Wielka Brytania               | 1:12,2 |       |
| 20.     | 3      | 3   | Ria van Velsen       | Holandia                      | 1:12,2 |       |
| 21.     | 4      | 4   | Nanette Duncan       | Australia                     | 1:12,4 |       |
| 22.     | 1      | 5   | Helen Kennedy        | Kanada                        | 1:12,5 |       |
| 23.     | 3      | 8   | Marlene Dayman       | Australia                     | 1:12,9 |       |
| 24.     | 2      | 7   | Bep Weeteling        | Holandia                      | 1:13,1 |       |
| 25.     | 4      | 8   | Susana Peper         | Argentyna                     | 1:13,2 |       |
| 26.     | 2      | 6   | Ursula Seitz         | Austria                       | 1:13,3 |       |
| 27.     | 3      | 5   | Anneliese Rockenbach | Wenezuela                     | 1:14,1 |       |
| 28.     | 1      | 1   | Belinda Woosley      | Australia                     | 1:15,3 |       |
| 29.     | 3      | 1   | Margaret Harding     | Portoryko                     | 1:19,5 |       |
| 30.     | 1      | 7   | Jovina Tseng         | Malezja                       | 1:20,7 |       |
| 31.     | 4      | 5   | Jeon Ok-ja           | Korea Południowa              | 1:21,7 |       |

### Finał
| Miejsce | Tor | Zawodniczka     | Państwo           | Czas   | Uwagi |
| ------- | --- | --------------- | ----------------- | ------ | ----- |
| 1. !    | 5   | Cathy Ferguson  | Stany Zjednoczone | 1:07,7 | WR    |
| 2. !    | 4   | Christine Caron | Francja           | 1:07,9 |       |
| 3. !    | 3   | Ginny Duenkel   | Stany Zjednoczone | 1:08,0 |       |
| 4.      | 7   | Satoko Tanaka   | Japonia           | 1:08,6 |       |
| 5.      | 2   | Nina Harmer     | Stany Zjednoczone | 1:09,4 |       |
| 6.      | 1   | Linda Ludgrove  | Wielka Brytania   | 1:09,5 |       |
| 7.      | 6   | Eileen Weir     | Kanada            | 1:09,8 |       |
| 8.      | 8   | Jill Norfolk    | Wielka Brytania   | 1:11,2 |       |